# Polyptyque de Zadar
Le polyptyque de Zadar est un retable de l'artiste italien Vittore Carpaccio, peint vers 1480-1490. Il se trouve aujourd'hui au Musée d'art sacré de la cathédrale de Zadar, dans le sud de la Croatie.

## Historique
Il a été commandé par Martin Mladošić, originaire de Zadar, chanoine, notaire et archipresbytre de Nin, pour l'autel de Saint-Martin dans la cathédrale de Zadar.

## Description
Le polyptyque comprend six panneaux en deux ordres. Dans la partie centrale du panneau inférieur figure Saint Martin et le Mendiant (112 × 72 cm), flanqué à gauche  de sainte Anastasie et à droite de saint Siméon, les saints patrons de Zadar. Le panneau supérieur comprend au centre Saint Jérôme et le donateur, flanqué à gauche de saint Pierre, et à droite de saint Paul. Selon les archives de 1746, lors de la visite de l'archevêque Matej Karaman (hr), on peut supposer qu'un panneau représentant la Bienheureuse Vierge Marie figurait autrefois dans le registre le plus élevé, mais il a depuis été perdu. Le cadre ornemental, reliant à l'origine les peintures du polyptyque, a été créé par un maître local Ivan de Korčula.
Les personnages sont peints sur un fond de collines rocheuses, sans traitement unitaire du paysage basé sur la perspective géométrique, mais, comme dans les œuvres de Gentile Bellini, avec une série de blocs séparés.

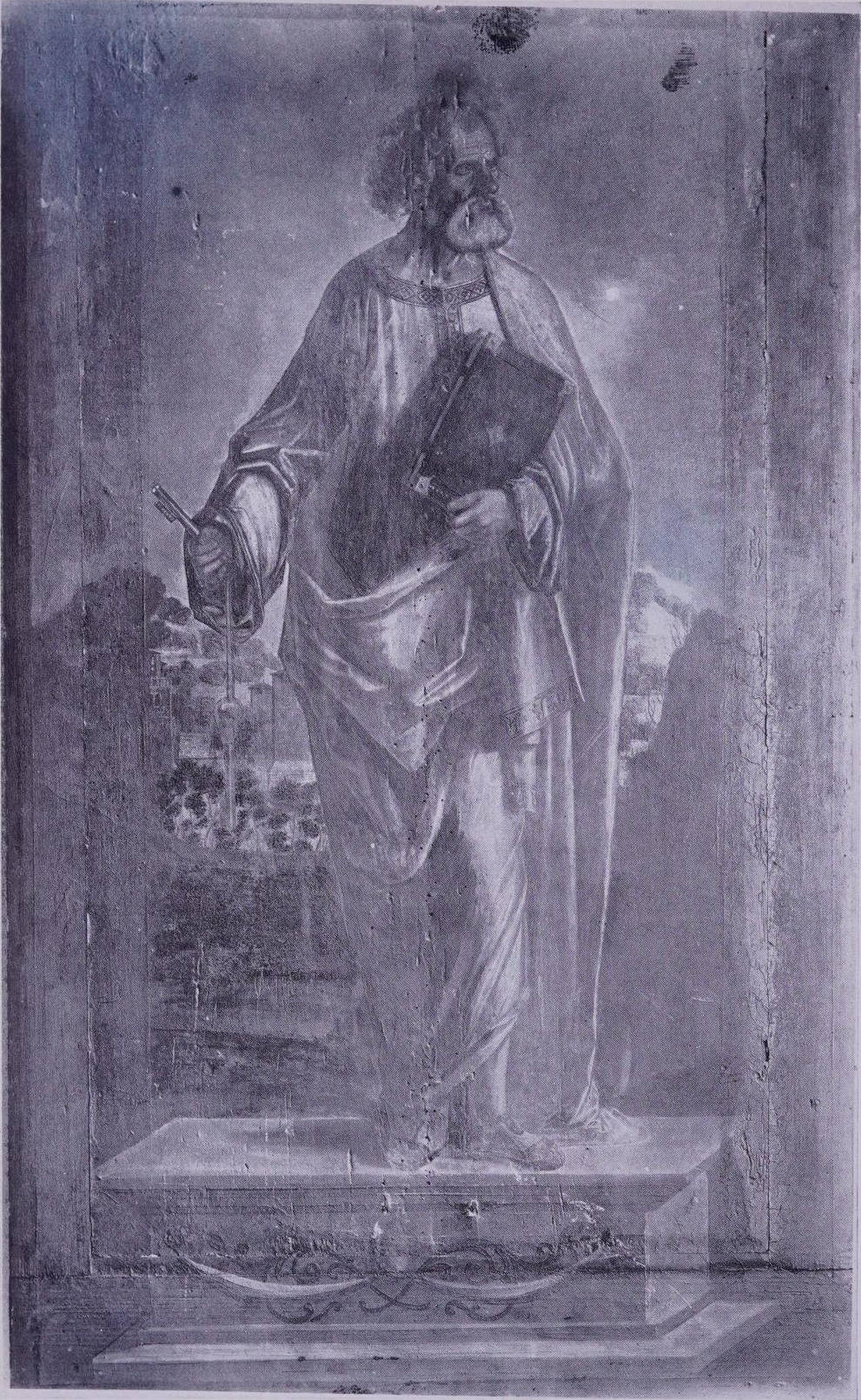
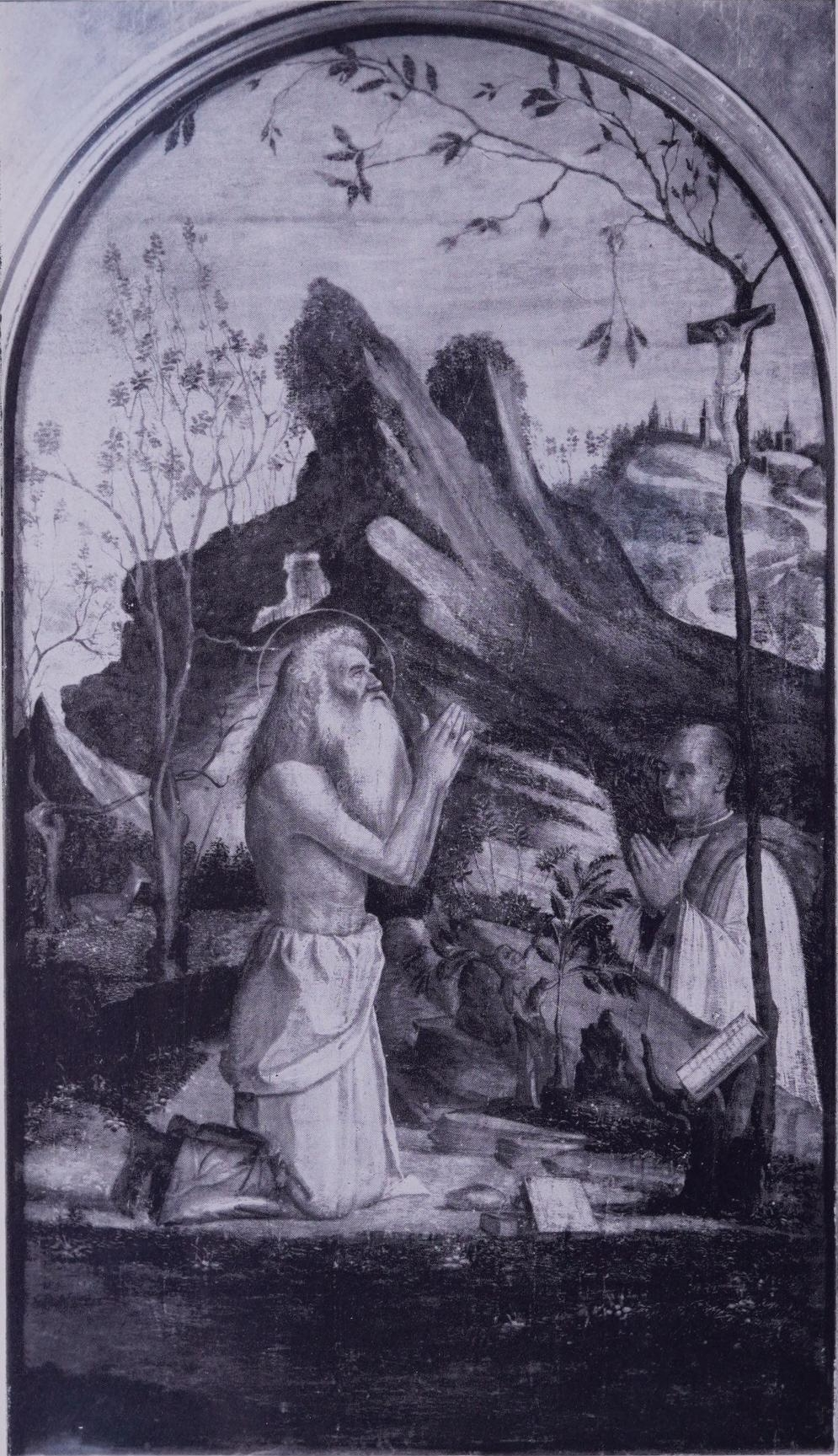
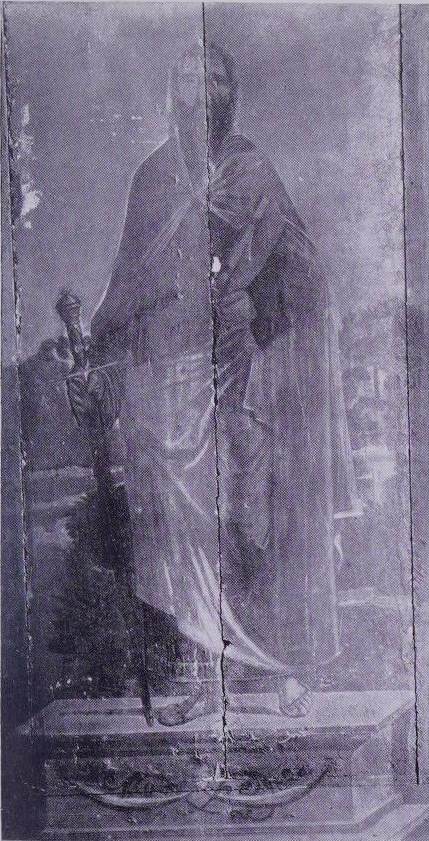

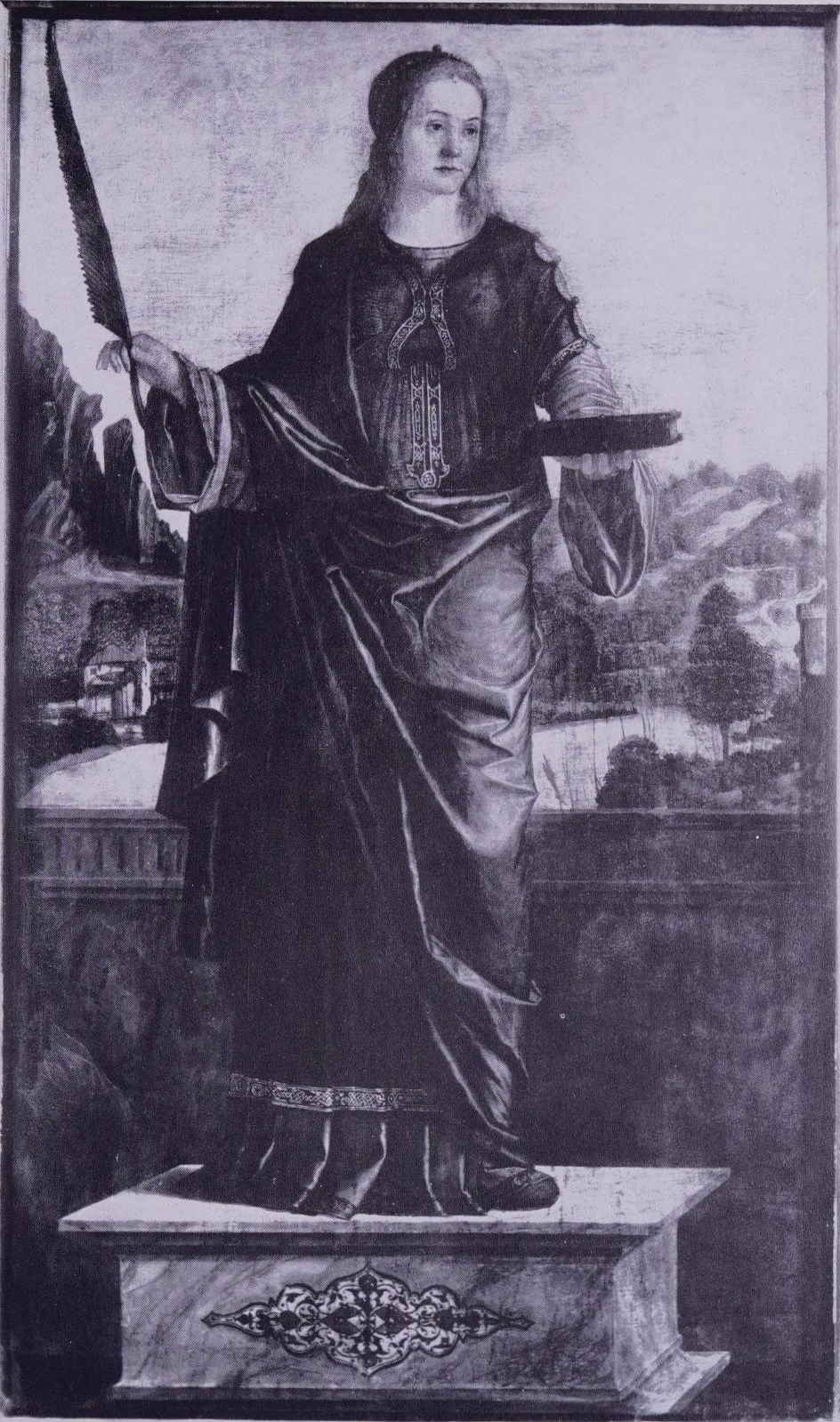
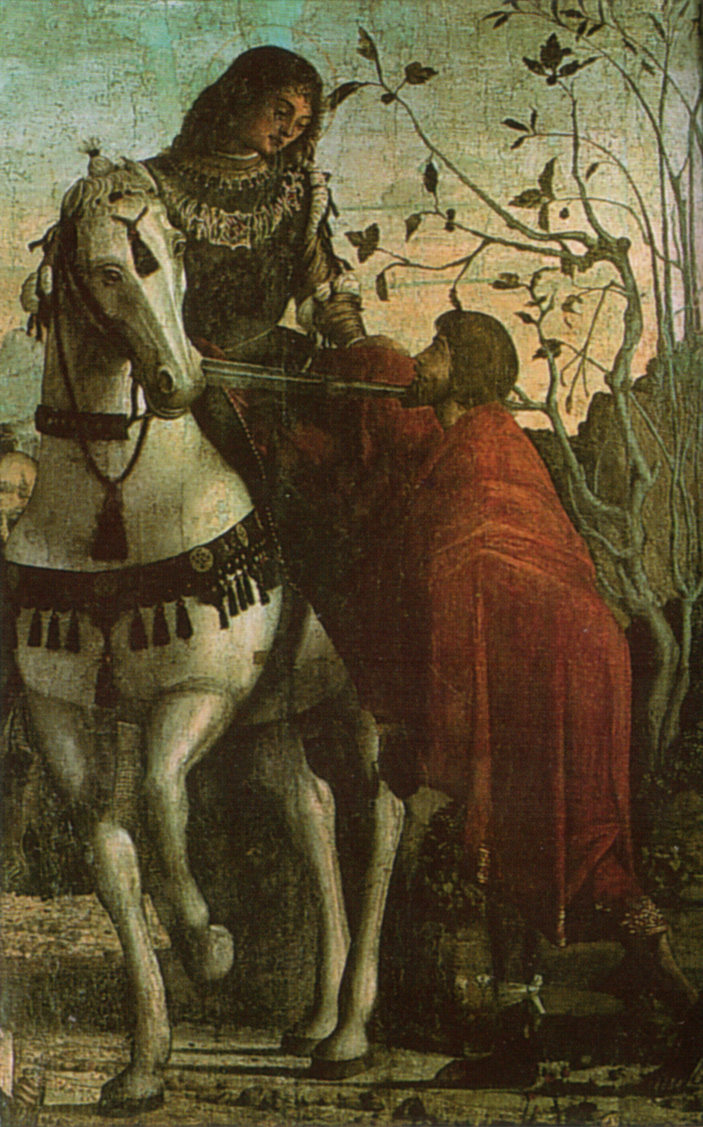
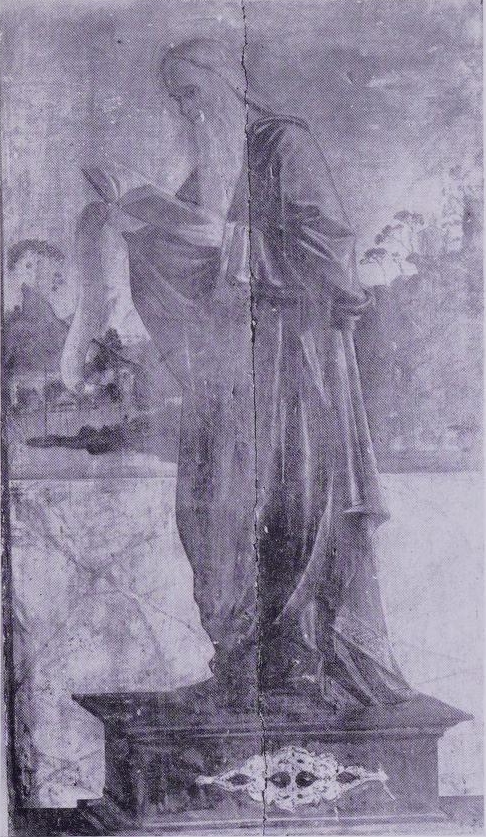

L'œuvre, de la phase de jeunesse de l'artiste, présente une pertinence par rapport à la première œuvre datée, L'Arrivée des pèlerins à Cologne (1490), notamment dans le traitement de certains détails du paysage, et dans une certaine rugosité qui trahit un embarras juvénile. Le peintre a tenté un accord entre les figures et le fond par la lumière, d'ascendance antonellienne, liée à un usage naturel de la couleur, à la manière de Giovanni Bellini.

## Sources
- (en) Jadranka Baković, « Conservation and Restoration of the Polyptych of St. Martin by Vittore Carpaccio », sur www.hrz.hr (consulté le 1er février 2023)
- (en) Peter Humfrey, Carpaccio, Chaucer Press, 2005
- (en) Ines Ivić, « Vittore Carpaccio, Martin Mladošić, and Saint Jerome : A Mirror of Late Medieval Devotion », Ars Adriatica,‎ 1er janvier 2021 (lire en ligne, consulté le 1er février 2023)
- (it) Francesco Valcanover, « Vittore Carpaccio », dans Pittori del Rinascimento, Florence, Scala, 2007 (ISBN 888117099X)